# Sally Mann

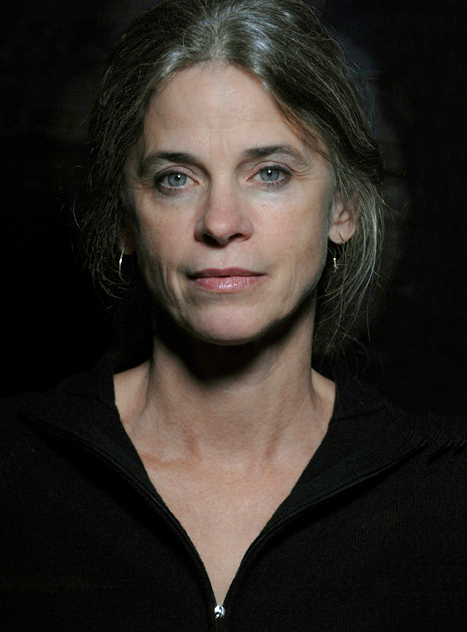
Sally Mann (2007)

Sally Mann (* 1. Mai 1951 in Lexington, Virginia, USA) ist eine amerikanische Fotografin. Sie erwarb 1974 ihren Bachelor of Arts (Kunstdiplom) und 1975 einen Mastertitel. Mann lebt und arbeitet in Lexington.

## Werk
Über die USA hinaus bekannt wurde Sally Mann mit einer Serie von 65 mit einer Großformatkamera aufgenommenen Schwarzweißfotos von Kindern, vor allem ihren eigenen: Jessie, Virginia und Emmett. Dieser 1992 unter dem Titel Immediate Family („Unmittelbare Familie“) erschienene Fotoband brachte ihr, vor allem wegen der familiären Intimität, große Beachtung ein. Richard Woodward schrieb in der New York Times:
„Mit diesen Schwarzweiß-Portraits [...] traf sie einen Nerv. Mit eidetischer Klarheit griff sie die Ängste und beschützende Zärtlichkeit aller Eltern für ihre Kinder auf. Ein halbnacktes, androgynes Kind, beschmiert mit Schmutz und Grasflecken, blickt von einem mit Blättern übersäten Hof nach oben. Geschmeidige, blasse Formen bewegen sich mit stolzer Leichtigkeit zwischen den dicken Torsi Älterer. Die Bilder erzählen von einer uns wohlbekannten familiären Vergangenheit, die jetzt weit entfernt und nie mehr zurückholbar schien.“
Die Sammlung brachte Sally Mann auch Kritik und moralische Vorwürfe der Kinderpornografie wegen der Nacktdarstellung von Minderjährigen ein.
Spätere Arbeiten konzentrierten sich auf Landschaften, vor allem Wälder in Sally Manns Heimat im Süden der USA, mit vielen Bezügen zum Amerikanischen Bürgerkrieg. Nach einem Reitunfall 2006 mit einer schweren Rückenverletzung nahm sie zahlreiche Selbstporträts auf. Spätere Fotos porträtieren ihren Mann Larry und dessen Leiden an Muskeldystrophie.
Sally Manns Arbeiten sind in Museen in den USA und Europa zu sehen, unter anderem in den Sammlungen des Metropolitan Museum of Modern Art in New York und des Whitney Museum of American Art. Sie gewann mehrere Preise, unter anderem den des Guggenheim Museums in New York; 2016 wurde ihr Buch Hold Still: A Memoir with Photographs mit einer Andrew Carnegie Medal for Excellence in Fiction and Nonfiction in der Sparte Nonfiction ausgezeichnet. 2022 wurde Mann in die American Academy of Arts and Sciences gewählt.

## Werke (Auswahl)
- At Twelve. Portraits of Young Women. Aperture, New York 1991, ISBN 0-89381-330-3.
- Unmittelbare Familie („Immediate Family“). Edition Knesebeck, München 1997, ISBN 3-89660-013-3.
- Still Time. Aperture, New York 1996, ISBN 0-89381-593-4.
- What Remains. Little, Brown & Comp., Boston, Mass. 2003, ISBN 0-8212-2843-9.
- Deep South. Bulfinch Press, New York 2005, ISBN 0-8212-2876-5.
- Hold Still: A Memoir with Photographs. Little, Brown and Company, New York 2015. ISBN 978-0-316-24776-4.

## Film
- Blood Ties: The Life and Work of Sally Mann Dokumentarfilm (USA 1994).